# Young-Tableau

Young Tableau vom Typ (5,4,1) mit Verteilung der Zahlen von 1 bis 10 auf die Zellen

Ein Young-Tableau oder Young-Diagramm (auch Ferrers Diagram wenn Punkte verwendet werden), benannt nach Alfred Young, ist ein grafisches Objekt, das in der Darstellungstheorie der symmetrischen Gruppe {\displaystyle S_{n}} verwendet wird. Ein Young-Tableau ist eine Sammlung einer endlichen Anzahl von Zellen (meist symbolisiert durch Quadrate), die von oben nach unten und linksbündig so angeordnet sind, dass deren Anzahl in jeder neuen Zeile nicht zunimmt.
Beispiele für Young-Tableaux:
```
a) [ ][ ][ ][ ]     b) [ ]      c) [ ]        d) [ ][ ][ ][ ]
   [ ][ ]                          [ ]
   [ ][ ]                          [ ]
   [ ]                             [ ]
```

Folgende grafische Objekte sind keine Young-Tableaux:
```
   [ ][ ][ ][ ]        [ ]
   [ ][ ]              [ ][ ]
   [ ][ ][ ]
   [ ]

```

Die Partition eines Young-Tableau ist die Aufzählung der Zahl der Zellen jeder Zeile und dient der kompakten Beschreibung seiner Struktur. In den gezeigten Beispielen ergeben sich folgenden Partitionen: a) {\displaystyle (4,2,2,1)} b) {\displaystyle (1)} c) {\displaystyle (1,1,1,1)} und d) {\displaystyle (4)}, wobei die Klammer in diesem Beispiel nicht die weiter unten verwendete Zyklusschreibweise meint. Die Ordnung {\displaystyle n} des Tableaux bezeichnet die Zahl aller Zellen. Die Anzahl gültiger Tableaux mit der Ordnung {\displaystyle n} kann durch die Partitionsfunktion {\displaystyle P(n)} angegeben werden.

## Eigenschaften
Die wichtigsten Zusammenhänge zwischen den irreduziblen Darstellungen der {\displaystyle S_{n}} und den Young-Tableaux der Ordnung {\displaystyle n} seien hier skizziert.

### Young-Schema und die Projektoren der irreduziblen Darstellungen
Ein Young-Schema ist ein Young-Tableau, dessen {\displaystyle n} Zellen mit den Zahlen von {\displaystyle 1} bis {\displaystyle n} zunächst willkürlich besetzt sind. Beispiele für Young-Schemata:
```
a) [3][7][6][5]     b) [1]     c) [1]     d) [3][4][2][1]
   [9][2]                         [2]
   [1][8]                         [3]
   [4]                            [4]

```

Nun werden Operatoren aus diesen Schemata gebildet. Dabei bilden die Zeilen im Schema die Grundlage zur Bildung eines Operators {\displaystyle P}. Pro Zeile werden aus allen Kombinationen der Zellenindizes Permutationen gebildet und summiert. Die so entstehenden Summen von Permutationen werden multipliziert. Ganz analog bilden die Spalten im Schema die Grundlage zur Bildung eines Operators {\displaystyle Q}. Pro Spalte werden aus allen Kombinationen der Spaltenindizes Permutationen gebildet und summiert. Bei der Summation wird aber ein negatives Vorzeichen verwendet, wenn die Permutation ungerade ist. Die so entstehenden Summen von Permutationen werden multipliziert.
Beispiel:
```
   [3][1][6]
   [5][4]
   [2]

```

Hier gilt (in der Zyklennotation)
P = P1 P2 P3 = (1 + (3,1) + (3,6) + (1,6) + (3,1,6) + (1,3,6)) (1 + (5,4)) 1
und
Q = Q1 Q2 Q3 = (1 - (3,5) - (3,2) - (5,2) + (3,5,2) + (3,2,5)) (1 - (1,4)) 1

### Standardschema
Ein Standardschema ist ein Young-Schema, bei dem die Nummerierung der Zellen derart durchgeführt wird, dass in jeder Spalte von oben nach unten und in jeder Zeile von links nach rechts die Zahlen größer werden.
Beispiele für Standardschemata:
```
  [1][3][6]     [1][3][5]     [1][2]     [1]
  [2][4]        [2][6]        [3]        [2]
  [5]           [4]                      [3]

```

### Wichtige Sätze
Für die Schemata lässt sich Folgendes zeigen
- Der Operator {\displaystyle R=PQ} ist ein skalares Vielfaches eines Projektors. Das heißt: {\displaystyle RR=kR}, wobei {\displaystyle k} eine von {\displaystyle 0} verschiedene Konstante ist, die gleichzeitig die Normierung für {\displaystyle R} vorgibt ({\displaystyle R/k} ist normierter Projektor). Im Folgenden sollen immer die normierten Projektoren gemeint sein.
- Die Projektoren zu den Schemata unterschiedlicher Tableaux sind orthogonal: {\displaystyle R_{i}R_{j}=0}.
- Die Projektoren zu allen Schemata gleicher Tableaux sind nicht linear unabhängig - jedoch solche zu allen möglichen Standardschemata eines gegebenen Tableau. Aus diesen lässt sich dann ein System orthogonaler Projektoren {\displaystyle R_{ik}R_{im}=0} konstruieren.
- Das System aller Projektoren {\displaystyle R_{ik}} zu allen {\displaystyle i} Tableaux mit allen möglichen {\displaystyle k} Standardschemata ist vollständig, das heißt: Die Summe aller (normierter){\displaystyle R_{ik}} ist {\displaystyle 1}.
- Die Zahl der orthogonalen Projektoren {\displaystyle R_{ik}} (zu Standardschemata), die sich so aus Tableaux der Ordnung {\displaystyle n} konstruieren lassen, und die Summe der Dimensionen der irreduziblen Darstellungen der {\displaystyle S_{n}} ist gleich.

Damit sind die {\displaystyle R_{ik}} die Projektoren der irreduziblen Darstellungen der {\displaystyle S_{n}}.

## Hakenlängenformel
Die von J. Sutherland Frame, Gilbert de Beauregard Robinson und Robert M. Thrall 1954 hergeleitete Hakenlängenformel gibt die Anzahl {\displaystyle f^{\lambda }} der Young-Diagramme des Typs {\displaystyle \lambda } an (mit {\displaystyle k} Reihen der Längen {\displaystyle \lambda _{i}} mit {\displaystyle i=1\cdots k}). Sei {\displaystyle (i,j)} die Zelle der {\displaystyle i}-ten Reihe und {\displaystyle j}-ten Spalte im Young-Diagramm. Dieser wird ein sogenannter  Haken {\displaystyle H_{\lambda }(i,j)} zugeordnet, der gleich der Menge der Zellen {\displaystyle (a,b)} ist mit {\displaystyle a\geq i} und {\displaystyle b=j} oder mit {\displaystyle a=i} und {\displaystyle b\geq j}. Die Hakenlänge {\displaystyle h_{\lambda }(i,j)} ist die Anzahl der Zellen in {\displaystyle H_{\lambda }(i,j)}. Dann ist die Hakenlängenformel: 
{\displaystyle f^{\lambda }={\frac {n!}{\prod h_{\lambda }(i,j)}}}
wobei das Produkt im Nenner über alle Zellen {\displaystyle (i,j)} geht.
Da ein Young-Diagramm einer irreduziblen Darstellung der symmetrischen Gruppe entspricht gibt die Hakenformel die jeweilige Dimension der irreduziblen Darstellungen an, die durch das Young-Diagramm repräsentiert werden. Deshalb hat die Formel auch viele Anwendungen in der Physik.
Ältere kompliziertere Formeln von Ferdinand Georg Frobenius (1900) und Alfred Young (1902) verwendeten Determinanten und ein Beweis von Percy Alexander MacMahon von 1916 Differenzenmethoden. Der Beweis von Frame, de Robinson und Thrall wurde vielfach als noch zu komplex empfunden und einfachere Beweise entwickelt (unter anderem Albert Nijenhuis und Herbert Wilf, Doron Zeilberger und D. S. Franzblau 1982, es gibt auch ein heuristisches Argument von Donald Knuth).

## Das äußere Tensorprodukt von Darstellungen symmetrischer Gruppen: Littlewood-Richardson-Koeffizienten

### Das äußere Tensorprodukt
Zwei Darstellungen von zwei (im Allgemeinen verschiedenen) symmetrischen Gruppen {\displaystyle S_{n}} und {\displaystyle S_{m}} kann man zu einer Darstellung der symmetrischen Gruppe {\displaystyle S_{n+m}} "verknüpfen", dem sogenannten äußeren Tensorprodukt dieser beiden Darstellungen. Die genaue Definition dieser Darstellung verläuft folgendermaßen:
Für je zwei Permutationen {\displaystyle \sigma \in S_{n}} und {\displaystyle \pi \in S_{m}} definieren wir das "äußere Produkt" {\displaystyle \sigma \times \pi \in S_{n+m}} als die Permutation der Menge {\displaystyle \left\{1,2,...,n+m\right\}}, welche jedes {\displaystyle i\in \left\{1,2,...,n\right\}} auf {\displaystyle \sigma \left(i\right)} abbildet und jedes {\displaystyle j\in \left\{n+1,n+2,...,n+m\right\}} auf {\displaystyle \pi \left(j-n\right)+n} abbildet. Anschaulich gesprochen ist also {\displaystyle \sigma \times \pi } die Permutation, die auf den ersten {\displaystyle n} Zahlen wie {\displaystyle \sigma } wirkt und auf den letzten {\displaystyle m} Zahlen wie (eine um {\displaystyle n} verschobene Permutation) {\displaystyle \pi } wirkt.
Wir können die Gruppe {\displaystyle S_{n}\times S_{m}} als Untergruppe von {\displaystyle S_{n+m}} ansehen (vermöge der Einbettung {\displaystyle S_{n}\times S_{m}\to S_{n+m},\ \left(\sigma ,\pi \right)\mapsto \sigma \times \pi }).
Für jede Darstellung {\displaystyle V} von {\displaystyle S_{n}} und jede Darstellung {\displaystyle W} von {\displaystyle S_{m}} definieren wir nun das äußere Tensorprodukt von {\displaystyle V} und {\displaystyle W} als die Darstellung {\displaystyle \mathrm {Ind} _{S_{n}\times S_{m}}^{S_{n+m}}\left(V\otimes W\right)} (hierbei ist {\displaystyle V\otimes W} auf kanonische Weise eine Darstellung der Gruppe {\displaystyle S_{n}\times S_{m}}: die Gruppe {\displaystyle S_{n}} wirkt auf dem ersten Tensoranden, während die Gruppe {\displaystyle S_{m}} auf dem zweiten Tensoranden wirkt).
Das äußere Produkt der {\displaystyle S_{n}} verknüpft Permutationen der {\displaystyle S_{i}}, die auf die Indizes {\displaystyle 1} bis {\displaystyle i} wirken, mit Permutationen der {\displaystyle S_{j}}, die auf Indizes {\displaystyle i+1} bis {\displaystyle i+j} wirken und zusammen Permutationen der {\displaystyle S_{i+j}} beschreiben. Dabei stellt sich die Frage, in welche irreduziblen Darstellungen der {\displaystyle S_{i+j}} das äußere Produkt einer irreduziblen Darstellung von {\displaystyle S_{i}} und {\displaystyle S_{j}} zerfällt. Im Folgenden wird das äußere Produkt mit dem Symbol {\displaystyle \otimes } dargestellt.

#### Beispiel
Als Beispiel wählen wir {\displaystyle n=m=2}. Sei {\displaystyle V} die triviale Darstellung von {\displaystyle S_{2}} (also der eindimensionale Vektorraum, auf dem jedes Element von {\displaystyle S_{2}} als Identität wirkt) und sei {\displaystyle W} die alternierende Darstellung (auch Signum-Darstellung oder Signatur-Darstellung genannt) von {\displaystyle S_{2}} (also der eindimensionale Vektorraum, auf dem jede gerade Permutation als Identität und jede ungerade Permutation als Punktspiegelung am Ursprung wirkt). Dann ist {\displaystyle V\otimes W} eine eindimensionale Darstellung der Gruppe {\displaystyle S_{2}\times S_{2}}, und das äußere Produkt von {\displaystyle V} und {\displaystyle W} ist eine sechsdimensionale Darstellung {\displaystyle \mathrm {Ind} _{S_{2}\times S_{2}}^{S_{4}}\left(V\otimes W\right)} von {\displaystyle S_{4}}.

### Die Frage nach der Zerlegung
Nun stellt sich die Frage, wie das äußere Tensorprodukt zweier irreduzibler Darstellungen in irreduzible Darstellungen zerlegt werden kann (dieses Tensorprodukt ist selber nur selten irreduzibel, aber nach dem Satz von Maschke zerfällt es in eine direkte Summe irreduzibler Darstellungen). Da die irreduziblen Darstellungen von {\displaystyle S_{k}} (bis auf Isomorphie) eindeutig den Young-Tableaux der Ordnung {\displaystyle k} entsprechen, können wir also folgende Frage stellen:
Seien {\displaystyle T} und {\displaystyle S} zwei Young-Tableaux der Ordnungen {\displaystyle n} bzw. {\displaystyle m}. Seien {\displaystyle V} und {\displaystyle W} die irreduziblen Darstellungen von {\displaystyle S_{n}} bzw. {\displaystyle S_{m}}, die zu diesen Young-Tableaux gehören. Das äußere Produkt {\displaystyle \mathrm {Ind} _{S_{n}\times S_{m}}^{S_{n+m}}\left(V\otimes W\right)} von {\displaystyle V} und {\displaystyle W} ist dann eine Darstellung von {\displaystyle S_{n+m}}, und somit eine direkte Summe irreduzibler Darstellungen von {\displaystyle S_{n+m}}. Diese irreduziblen Darstellungen entsprechen wiederum Young-Tableaux der Ordnung {\displaystyle n+m}. Welche Young-Tableaux sind diese? Wir schreiben kurz
{\displaystyle T\otimes S=P_{1}+P_{2}+...+P_{l}}
um zu sagen, dass {\displaystyle P_{1},\ P_{2},\ ...,\ P_{l}} die Young-Tableaux zu den irreduziblen Darstellungen von {\displaystyle S_{n+m}} sind, in welche das äußere Produkt von {\displaystyle V} und {\displaystyle W} zerfällt. Dabei kann unter den Young-Tableaux {\displaystyle P_{1},\ P_{2},\ ...,\ P_{l}} auch ein und das gleiche Tableau mehrfach vorkommen - nämlich dann, wenn in der Zerlegung des äußeren Produktes von {\displaystyle V} und {\displaystyle W} eine irreduzible Darstellung mehrfach vorkommt. Manchmal fasst man in diesem Fall diese gleichen Tableaux zusammen (statt {\displaystyle P_{2}+P_{3}} schreibt man also {\displaystyle 2P_{2}}, falls {\displaystyle P_{2}=P_{3}} ist). Dadurch wird aus der Summe {\displaystyle P_{1}+P_{2}+...+P_{l}} eine Summe paarweise verschiedener Young-Tableaux mit Koeffizienten - diese Koeffizienten nennt man Littlewood-Richardson-Koeffizienten.
Die Frage ist nun, wie man anhand von {\displaystyle T} und {\displaystyle S} die Young-Tableaux {\displaystyle P_{1},\ P_{2},\ ...,\ P_{l}} bestimmt. Es gibt unterschiedliche Antworten auf diese Frage; sie werden allgemein als Littlewood-Richardson-Regeln (nach Dudley Littlewood und A. R. Richardson) bezeichnet. Wir geben im Folgenden eine solche Regel, die rekursiv ist (es gibt auch explizite Regeln, die allerdings eine langwierige kombinatorische Formulierung haben).

#### Beispiel
Zuerst ein Beispiel: Seien {\displaystyle T} und {\displaystyle S} die Young-Tableaux
```
 T = [ ][ ]     und     S = [ ]
                            [ ] .

```

Die zu {\displaystyle T} bzw. {\displaystyle S} gehörenden irreduziblen Darstellungen {\displaystyle V} und {\displaystyle W} sind dann die triviale Darstellung von {\displaystyle S_{2}} (als {\displaystyle V}) und die alternierende Darstellung von {\displaystyle S_{2}} (als {\displaystyle W}). Wir sind also in dem Beispiel weiter oben, wo wir festgestellt haben, dass das äußere Produkt von {\displaystyle V} und {\displaystyle W} eine {\displaystyle 6}-dimensionale Darstellung von {\displaystyle S_{4}} ist. Man kann feststellen (z. B. mit Charaktertheorie), dass diese Darstellung sich als direkte Summe {\displaystyle U_{1}\oplus U_{2}} schreiben lässt, wobei {\displaystyle U_{1}} die irreduzible Darstellung von {\displaystyle S_{4}} zum Young-Tableau
```
[ ][ ][ ]
[ ]

```

ist, und {\displaystyle U_{2}} die irreduzible Darstellung von {\displaystyle S_{4}} zum Young-Tableau
```
[ ][ ]
[ ]
[ ]

```

ist. Wir können also schreiben:
```
T (X) S = [ ][ ] (X) [ ] = [ ][ ][ ] (+) [ ][ ]
                     [ ]   [ ]           [ ]
                                         [ ]   ,

```

wobei wir P (X) Q für {\displaystyle P\otimes Q} schreiben.

### Ein Berechnungsverfahren fürT⨂S
Seien nun die Young-Tableaux {\displaystyle T} und {\displaystyle S} gegeben. Wir wollen die Summanden {\displaystyle P_{1},\ P_{2},\ ...,\ P_{l}} in der Zerlegung {\displaystyle T\otimes S=P_{1}+P_{2}+...+P_{l}} bestimmen (im obigen Beispiel konnte man dies noch recht leicht per Hand erledigen, vor allem mit Charaktertheorie, aber für größere Tableaux wird dies schnell sehr mühsam).
Die sogenannte Pieri-Regel erledigt dies im Sonderfall, wenn das Tableau {\displaystyle S} nur aus einer Zeile besteht: In diesem Fall ist {\displaystyle T\otimes S} die Summe aller Young-Tableaux, die aus dem Young-Tableau {\displaystyle T} durch Anfügen von insgesamt {\displaystyle m} neuer Zellen entstehen (wobei {\displaystyle m} die Ordnung von {\displaystyle S} ist), und zwar höchstens einer neuen Zelle pro Spalte.
Beispiel (der Stern dient nur als Orientierung bei der Zuordnung der Zellen):
```
[ ][ ] (x) [*][*] = [ ][ ][*][*] + [ ][ ][*] + [ ][ ][*] + [ ][ ]
[ ]                 [ ]            [ ][*]      [ ]         [ ][*]
                                               [*]         [*]

```

Eine Kombination wie
```
[ ][ ]
[ ]
[*]
[*]

```

kommt in der Entwicklung nicht vor, weil in ihr die erste Spalte zwei hinzugefügte Zellen [*] enthält.
Zur Bildung des äußeren Produkts {\displaystyle (X)} zwischen beliebigen Tableaux zerlegt man zunächst eines der beiden Tableaux in eine alternierende Summe von äußeren Produkten von einzeiligen Tableaux nach folgender Vorschrift: Haben wir ein Tableau der Form {\displaystyle (i,j,...,n,m)} vor uns, dann berechnen wir das äußere Produkt {\displaystyle (i,j,...,n)(X)(m)}. Wir bekommen eine Summe von Tableaux, darunter unser Ausgangs-Tableau {\displaystyle (i,j,...,n,m)}, aber auch einige weitere Tableaux. Diese weiteren Tableaux werden nun abgezogen:
{\displaystyle (i,j,...,n,m)=(i,j,...,n)(X)(m)-({\mbox{einige weitere Tableaux}})}.
Auf die so entstandene Summe wird die Prozedur rekursiv angewandt. Diese Rekursion kommt immer zu einem Ende, weil mit jedem Schritt Tableaux entstehen, die in der letzten Zeile mindestens eine Zelle weniger haben.
Beispiel (der Stern dient nur als Orientierung bei der Zuordnung der Zellen):
```
[ ][ ] = [ ][ ] (X) [*][*] - [ ][ ][*][*] - [ ][ ][*]
[ ][ ]                                      [*]
       = [ ][ ] (X) [*][*] - [ ][ ][*][*] - ( [ ][ ][ ] (X) [*] - [ ][ ][ ][*] )

```

Nach dieser Zerlegung kann man unter Ausnutzung der Assoziativität des äußeren Produktes und mithilfe der Pieri-Regel die eigentliche Multiplikation durchführen. Eine Anwendung des äußeren Produkts findet man bei der Zerlegung der Tensordarstellung eines Vielteilchensystems.

### Warnung
Das äußere Tensorprodukt zweier Darstellungen {\displaystyle V} und {\displaystyle W} zweier symmetrischer Gruppen {\displaystyle S_{n}} und {\displaystyle S_{m}} ist nicht zu verwechseln mit dem inneren Tensorprodukt zweier Darstellungen {\displaystyle V} und {\displaystyle W} einer und der gleichen symmetrischen Gruppe {\displaystyle S_{k}}. Letzteres ist (wie gesagt) nur für zwei Darstellungen der gleichen symmetrischen Gruppe definiert, und auch dann unterscheidet es sich vom äußeren Tensorprodukt (es ist eine Darstellung von {\displaystyle S_{k}}, während das äußere Tensorprodukt eine Darstellung von {\displaystyle S_{2k}} ist). Die Zerlegung dieses inneren Tensorproduktes in irreduzible Darstellungen ist noch um einiges schwieriger als die des äußeren Tensorproduktes. Statt der Littlewood-Richardson-Koeffizienten kommen hier sogenannte Kronecker-Koeffizienten ins Spiel.

## Bedeutung
Der Einsatz von Young-Tableaux ist vielfältig. Sie dienen unter anderem
- zur Ermittlung der Dimensionalitäten der irreduziblen Darstellungen der symmetrischen Gruppe
- zur Konstruktion von Projektoren auf die Teilräume der irreduziblen Darstellungen der symmetrischen Gruppe
- als Hilfe beim Beweis von Sätzen im Zusammenhang mit der symmetrischen Gruppe
- zur Dekomposition des äußeren Produkts in seine irreduziblen Bestandteile

Darüber hinaus wird zum Beispiel in der Elementarteilchenphysik mit der Technik der Young-Tableaux eine Dekomposition der Tensordarstellung von Mehrteilchensystemen ermöglicht. Unter anderem wurden sie benutzt, um die Quark-Struktur von Hadronen aufzuklären. Quarks wurden anfangs nicht durch Hochenergiestreuexperimente direkt  beobachtet, sondern mussten zunächst aus der Systematik der als Darstellungen der zugrundeliegenden Gruppe realisierten zusammengesetzten Teilchen erschlossen werden.